# Koorogi '73
Koorogi '73 (japonês: こおろぎ'73, Hepburn: Kōrogi Nanajū-san) foi um grupo musical japonês ativo entre 1972 e 1990. Eles se envolveram com muitas músicas produzidas para animes e séries de tokusatsu.

## História
O nome do grupo veio da ideia de "grilos" (koorogi), por ser algo que está presente em todos os lugares, e o número 73 porque a ideia inicial era que o grupo só existiria por um ano e seria desfeito em 1973.Os membros fundadores eram Takafumi Tsushima, Tatsuya Kishi, Riyuki Makinori, Noriyuki Maki e Masanori Sato. Eles lançaram sua primeira canção em 1972, chamada "Hanasaki Jiisan", usada em um comercial da empresa Suntory.
Em 1973, Masatake Okura se juntou ao grupo quando Maki foi o primeiro a sair. Em 1977, Kishi saiu do grupo, que depois receberia Hiroki Ueno. Em 1982, foi a vez de Sato sair. O resto ficou junto até 1990, quando o grupo deixou de produzir novos trabalhos.
Em 1990, foram responsáveis pela música tema do anime Akuma-kun, que acabou sendo a última gravação feita pelo grupo. Todavia, embora não tenham produzido nada novo desde 1990, coletâneas e álbuns com suas músicas são lançados até hoje, devido a sua grande presença na área. 
 

Em 1985, participaram da trilha sonora de Esquadrão Relâmpago Changeman, trabalhando em duas músicas no álbum Dengeki Sentai Changeman Hit Kyokushuu.